# Sascha Ziemann
Sascha Ziemann (* 1977 in Offenbach am Main) ist ein deutscher Rechtswissenschaftler und Professor für Strafrecht und Strafprozessrecht.

## Leben
Nach dem Abitur 1996 an der Dreieichschule Langen und dem Wehrdienst 1996/1997 in Bruchsal studierte er von 1997 bis 2003 Rechtswissenschaft an der Goethe-Universität (2003 erstes juristisches Staatsexamen in Frankfurt am Main). Von 2003 bis 2008 absolvierte er ein Promotionsstudium an der Goethe-Universität Frankfurt am Main (Wintersemester 2008/2009 Promotion zum Dr. jur. am Fachbereich Rechtswissenschaft der Goethe-Universität Frankfurt am Main bei Ulfrid Neumann und Klaus Günther). Nach dem juristischen Vorbereitungsdienst (2008–2010) in Frankfurt am Main und der Habilitation 2016 (Venia legendi für die Fachgebiete Strafrecht, Strafprozessrecht, Wirtschaftsstrafrecht und Rechtsphilosophie) ist er seit 2019 ordentlicher Professor für Strafrecht und Strafprozessrecht mit interdisziplinären Bezügen an der Universität Hannover.
Seine Forschungsaktivitäten sind die gesamte Bandbreite des materiellen und prozessualen Strafrechts einschließlich ihrer grundlagenbezogenen (historischen, philosophischen) und interdisziplinären Bezüge. Einen besonderen Forschungsschwerpunkt bilden die strafrechtlichen Herausforderungen einer modernen globalen und vernetzten Industriegesellschaft.

## Schriften (Auswahl)
- mit Jochen Bung und Brian Valerius (Hg.): Normativität und Rechtskritik. Tagungen des Jungen Forums Rechtsphilosophie (JFR) in der Internationalen Vereinigung für Rechts- und Sozialphilosophie (IVR) im September 2006 in Würzburg und im März 2007 in Frankfurt am Main. Stuttgart 2007, ISBN 3-515-09130-0.
- Neukantianisches Strafrechtsdenken. Die Philosophie des Südwestdeutschen Neukantianismus und ihre Rezeption in der Strafrechtswissenschaft des frühen 20. Jahrhunderts. Baden-Baden 2009, ISBN 978-3-8329-4210-6.
- Archiv für Rechts- und Sozialphilosophie. Bibliographie und Dokumentation (1907–2009). Stuttgart 2010, ISBN 978-3-515-09719-2.
- mit Malte-Christian Gruber und Jochen Bung (Hg.): Autonome Automaten. Künstliche Körper und artifizielle Agenten in der technisierten Gesellschaft. Berlin 2015, ISBN 3-8305-3510-4.